# 다쓰오카촌 (나가노현)
다쓰오카촌(일본어: 竜丘村)은 일본 나가노현 시모이나군에 있던 촌이다. 현재의 이다시에 해당한다.

## 역사
- 1875년 2월 18일 - 지쿠마현 이나군 다쓰오카촌이 성립하였다.
- 1876년 8월 21일 - 나가노현에 소속되었다.
- 1879년 1월 4일 - 군구정촌편제법 시행에 의해 시모이나군에 소속되었다.
- 1889년 4월 1일 - 정촌제 시행에 의해 마쓰오촌 외 1촌의 구역을 확장해 마쓰오촌이 성립하였다.
- 1956년 9월 30일 - 이다시, 자코지촌, 오사후지촌, 미호촌, 이가라촌, 야마모토촌, 모히사카타촌과 합병해 새로운 이다시가 성립하여, 동일 다쓰오카촌은 폐지되었다.

## 교통

### 철도
- 일본국유철도
  - 이다선

### 도로
- 국도 제151호선

## 참고문헌
- 角川日本地名大辞典 20 長野県